# Санггар
Сангга́р (індонез. Sanggar) — один із 18 районів округу Біма провінції Західна Південно-Східна Нуса у складі Індонезії. Розташований у північно-західній частині. Адміністративний центр — село Коре.
Населення — 12 244 особи (2013; 12 114 у 2012, 11 826 у 2010).

## Адміністративний поділ
До складу району входять 6 сіл:
| Населений пункт | Населення, осіб (2010) |
| --------------- | ---------------------- |
| Боро, село      | 2171                   |
| Коре, село      | 3603                   |
| Ої-Саро, село   | 715                    |
| Піонг, село     | 1815                   |
| Сандує, село    | 1450                   |
| Талоко, село    | 2072                   |